# 57. Tony-gála
Az 57. Tony-gála a 2002/2003-as szezon legjobb Broadway színházi alakításait értékelte. A díjátadót 2003. június 8-án tartották a New York-i Radio City Music Hallban, a műsor házigazdája Hugh Jackman volt. A ceremóniát a CBS televízióadó közvetítette élőben.

## Győztesek és jelöltek
A nyertesek félkövérrel jelölve.
| Legjobb színdarab | Legjobb musical |
| --- | --- |
| - Take Me Out – Richard Greenberg - Elvarázsolt április – Matthew Barber - Say Goodnight, Gracie – Rupert Holmes - Vincent in Brixton – Nicholas Wright | - Hairspray - Amour - A Year with Frog and Toad - Movin' Out |
| Legjobb színdarab újra a színpadon | Legjobb musical újra a színpadon |
| - Hosszú út az éjszakába - Tojás Joe halálának egy napja - Vacsora nyolckor - Ketten, egyedül | - Kilenc - Gypsy - Bohémélet - La Mancha lovagja |
| Legjobb férfi főszereplő színdarabban | Legjobb női főszereplő színdarabban |
| - Brian Dennehy – Hosszú út az éjszakába (James Tyrone, Sr.) - Brian Bedford – Tartuffe (Orgon) - Eddie Izzard – Tojás Joe halálának egy napja (Bri) - Paul Newman – A mi kis városunk (Ügyelő) - Stanley Tucci – Ketten, egyedül (Johnny)                                | - Vanessa Redgrave – Hosszú út az éjszakába (Mary Tyrone) - Jayne Atkinson – Elvarázsolt április (Lotty Wilton) - Victoria Hamilton – Tojás Joe halálának egy napja (Sheila) - Clare Higgins – Vincent in Brixton (Ursula Loyler) - Fiona Shaw – Médeia (Médeia)       |
| Legjobb férfi főszereplő musicalben | Legjobb női főszereplő musicalben |
| - Harvey Fierstein – Hairspray (Edna Turnblad) - Antonio Banderas – Kilenc (Guido Contini) - Malcolm Gets – Amour (Dusoleil) - Brian Stokes Mitchell – La Mancha lovagja (Don Quijote/Cervantes) - John Selya – Movin' Out (Eddie)                                        | - Marissa Jaret Winokur – Hairspray (Tracy Turnblad) - Melissa Errico – Amour (Isabella) - Mary Elizabeth Mastrantonio – La Mancha lovagja (Aldonza/Dulcinea) - Elizabeth Parkinson – Movin' Out (Brenda) - Bernadette Peters – Gypsy (Mama Rose)                      |
| Legjobb férfi mellékszereplő színdarabban | Legjobb női mellékszereplő színdarabban |
| - Denis O'Hare – Take Me Out (Mason Marzak) - Thomas Jefferson Byrd – Ma Rainey's Black Bottom (Toledo) - Philip Seymour Hoffman – Hosszú út az éjszakába (Jamie) - Robert Sean Leonard – Hosszú út az éjszakába (Edmund) - Daniel Sunjata – Take Me Out (Darren Lemming) | - Michele Pawk – Hollywood Arms (Louise) - Christine Ebersole – Vacsora nyolckor (Millicent Jordan) - Linda Emond – Egy élet háromszor (Inez) - Kathryn Meisle – Tartuffe (Elmire) - Marian Seldes – Vacsora nyolckor (Carlotta Vance)                                 |
| Legjobb férfi mellékszereplő musicalben | Legjobb női mellékszereplő musicalben |
| - Dick Latessa – Hairspray (Wilbur Turnblad) - Michael Cavanaugh – Movin' Out (További szereplők) - John Dossett – Gypsy (Herbie) - Corey Reynolds – Hairspray (Seaweed J. Stubbs) - Keith Roberts – Movin' Out (Tony)                                                    | - Jane Krakowski – Kilenc (Carla Albanese) - Tammy Blanchard – Gypsy (Louise) - Mary Stuart Masterson – Kilenc (Luisa Contini) - Chita Rivera – Kilenc (Liliane La Fleur) - Ashley Tuttle – Movin' Out (Judy)                                                          |
| Legjobb szövegkönyv musicalben | Legjobb eredeti zene |
| - Mark O'Donnell, Thomas Meehan – Hairspray - Didier van Cauwelaert, Jeremy Sams – Amour - Willie Reale – A Year with Frog and Toad - David Henry Hwang – Flower Drum Song                                                                                                | - Hairspray – Marc Shaiman (zene és dalszöveg), Scott Wittman (dalszöveg) - A Year with Frog and Toad – Robert Reale (zene), Willie Reale (dalszöveg) - Amour – Michel Legrand (zene), Didier van Cauwelaert, Jeremy Sams (dalszöveg) - Urban Cowboy – több zeneszerző |
| Legjobb díszlettervezés | Legjobb jelmeztervezés |
| - Catherine Martin – Bohémélet - John Lee Beatty – Vacsora nyolckor - Santo Loquasto – Hosszú út az éjszakába - David Rockwell – Hairspray | - William Ivey Long – Hairspray - Gregg Barnes – Flower Drum Song - Catherine Martin, Angus Strathie – Bohémélet - Catherine Zuber – Vacsora nyolckor |
| Legjobb látványtervezés | Legjobb zenekar |
| - Nigel Levings – Bohémélet - Donald Holder – Movin' Out - Brian MacDevitt – Kilenc - Kenneth Posner – Hairspray | - Billy Joel, Stuart Malina – Movin' Out - Nicholas Kitsopoulos – Bohémélet - Jonathan Tunick – Kilenc - Harold Wheeler – Hairspray |
| Legjobb színdarabrendező | Legjobb musicalrendező |
| - Joe Mantello – Take Me Out - Laurence Boswell – Tojás Joe halálának egy napja - Robert Falls – Hosszú út az éjszakába - Deborah Warner – Médeia | - Jack O'Brien – Hairspray - David Leveaux – Kilenc - Baz Luhrmann – Bohémélet - Twyla Tharp – Movin' Out |
| Legjobb koreográfia | |
| - Twyla Tharp – Movin' Out - Robert Longbottom – Flower Drum Song - Jerry Mitchell – Hairspray - Melinda Roy – Urban Cowboy | |

### Különdíjak
- A legjobb körzeti színház: Children's Theatre Company (Minneapolis, MN)
- Színházi életműdíj: Cy Feuer
- Tiszteletbeli Tony-díj kiválló színházi teljesítményért: a Bohémélet című musical fő stábja (többek közt Lisa Hopkins, Ekaterina Solovyeva, Wei Huang, David Miller, Jesús Garcia, Alfie Boe, Jessica Comeau, Chlöe Wright, Eugene Brancoveanu és Ben Davis); Paul Huntley; a Johnson-Liff castingügynökség; The Acting Company
- Legjobb színházi esemény: Russell Simmons' Def Poetry Jam

## Előadott számok
- Movin' Out ("New York State of Mind" (Billy Joel élőben a Times Squareről), "River of Dreams", "Keeping the Faith", "Only the Good Die Young")
- Hajlakk ("You Can't Stop the Beat" — Marissa Jaret Winokur, Matthew Morrison, Kerry Butler, Harvey Fierstein, Mary Bond Davis)
- A Year with Frog and Toad ("Alone" — Mark Linn-Baker, Jay Goede)
- Kilenc ("Guido's Song" — Antonio Banderas)
- Bohémélet
- Gypsy ("Rose's Turn" — Bernadette Peters)
- La Mancha lovagja ("The Impossible Dream (The Quest)" — Mary Elizabeth Mastrantonio, Brian Stokes Mitchell)

## Műsorvezetők
A gálán az alábbi műsorvezetők működtek közre:
- Benjamin Bratt
- Toni Braxton
- Matthew Broderick
- Alan Cumming
- Edie Falco
- Joey Fatone
- Laurence Fishburne
- Sutton Foster
- Danny Glover
- Melanie Griffith
- Frank Langella
- John Leguizamo
- John Lithgow
- Julianna Margulies
- Bebe Neuwirth
- Sarah Jessica Parker
- Rosie Perez
- Lynn Redgrave
- Vanessa Redgrave
- Christopher Reeve
- Ann Reinking
- John Spencer
- Marisa Tomei
- Mike Wallace
- Barbara Walters

## Fordítás
- Ez a szócikk részben vagy egészben  a(z)   57th Tony Awards című angol Wikipédia-szócikk fordításán alapul.  Az eredeti cikk szerkesztőit annak laptörténete sorolja fel. Ez a jelzés csupán a megfogalmazás eredetét és a szerzői jogokat jelzi, nem szolgál a cikkben szereplő információk forrásmegjelöléseként.